# Putler

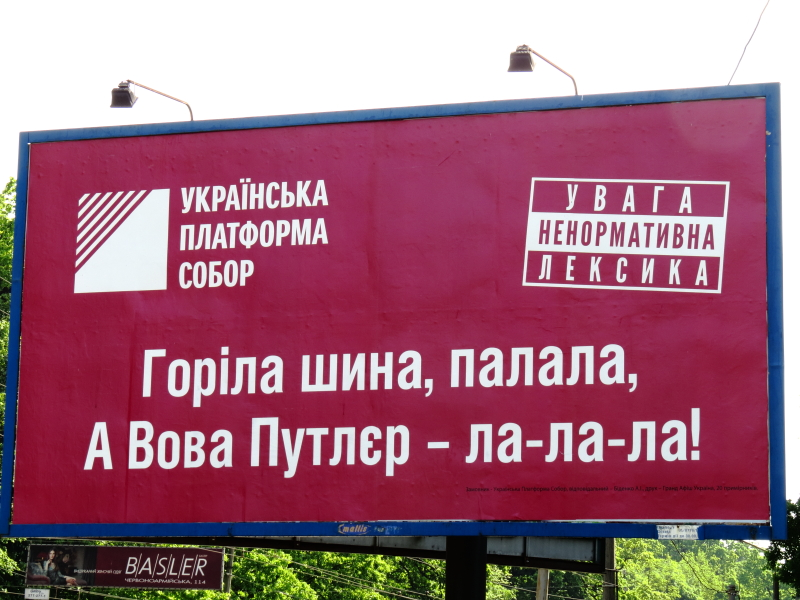
Manifesto elettorale del 2014 del partito politico Piattaforma Repubblicana che utilizza la parola Putler

Putler (in russo: Путлер) e la sua variante Vladolf Putler (in russo Владольф Путлер?, Vladol'f Putler) sono neologismi dispregiativi formati dalla fusione dei nomi di Vladimir Putin e Adolf Hitler. Spesso usato nello slogan "Putler Kaput!" (in tedesco: Putler Kaputt!; in russo: Путлер Капут!) da persone contrarie a Putin, il termine ha una connotazione negativa.

## Origine
Secondo il linguista russo Boris Šarifullin, il termine è stato inventato in Russia, mentre secondo la storica francese Marlène Laruelle è stato coniato dalla stampa Ucraina. La parola "Putler" è diventata comune tra gli oppositori di Vladimir Putin sia in Russia sia in Ucraina. L'uso dello slogan dal suono tedesco "Putler Kaputt" da parte dei russi rappresenta un interesse dialettico, creando l'impressione che queste parole siano usate da un osservatore straniero, mentre si usano parole comprensibili ai russi.

## Uso
Nel 2009, il termine "Putler Kaputt" fu vietato dalle autorità di Vladivostok in quanto ritenuto ingiurioso nei confronti di Vladimir Putin, e il pubblico ministero locale aprì un'inchiesta contro attivisti del locale partito comunista che manifestando avevano agitato, nel centro cittadino, uno striscione con lo slogan "Putler Kaput!" che ricorda quello "Hitler Kaput" usato dall'Armata Rossa durante la Seconda guerra mondiale.
In Repubblica Ceca, il termine "Putler" è stato utilizzato per contestare l'annessione della Crimea alla Russia da parte di Putin, paragonandola all'invasione della Cecoslovacchia a opera di Hitler.
Nell'aprile 2014, i manifestanti di Euromaidan a Kiev innalzarono cartelli con la scritta "Putler" sottostante l'immagine di Putin photoshoppata con l'aggiunta dei baffi e ciuffo caratteristici di ogni ritratto di Hitler.
L'espressione "Putler" viene anche usata dai nazionalisti kazaki nella loro campagna di liberazione del Paese dall'influenza russa, utilizzandola in giochi di parole.
A Coburgo in Germania, dopo l'invasione dell'Ucraina del 2022, il writer Alex Reuther ha rappresentato Putler in un graffito composto su due muri del sottopassaggio dello Judenberg, in cui da un lato vi è metà viso di Hitler e dall'altra metà viso di Putin: i due visi si fondono osservando il graffito da un'angolazione di 45°. Sotto il viso di Hitler ha scritto "storia" e sotto quello di Putin "ripetuta".

### Propaganda governativa
L'accostamento di Putin con Hitler è stato adottato anche nella propaganda governativa ucraina. Immediatamente dopo l'attacco russo sul sito Twitter ufficiale del governo ucraino è comparsa una caricatura mostrante Hitler che accarezza la guancia di un Putin fanciullo.